# Vickers Type 121 Wibault Scout
El Vickers Type 121 Wibault Scout fue un caza de fabricación británica construido por la empresa Vickers en la década del 1920. Se trataba de una versión fabricada bajo licencia del avión francés Wibault 7; fue vendido a Chile en 1926, donde sirvió hasta 1934. Se produjeron sólo 26 unidades especialmente para dicha venta. Participaron en las operaciones aéreas durante la sublevación de la Escuadra de Chile, en 1931, apoyando el bombardeo de los buques tomados por la marinería en Coquimbo.

## Diseño y desarrollo
El diseñador francés Michel Wibault, pionero en la construcción metálica integral con aleaciones ligeras de alta resistencia, colaboró con la compañía Vickers en calidad de ingeniero consultor, colaboración que resultó en la patente de una construcción en aleación ligera Vickers-Wibault, cuya principal característica residía en el empleo de revestimientos corrugados que, si era necesario, podían desmontarse para facilitar el mantenimiento y la reparación. Wibault fundó la empresa Avions Michel Wibault, y Vickers encargó a esta compañía un único ejemplar del Wibault 7 como avión de demostración, que fue entregado en febrero de 1926. Este avión era un monoplano de ala alta en parasol monomotor. Difería de la versión estándar francesa por montar aterrizadores Vickers y un motor radial Bristol Jupiter VI de 450 hp, además de instrumentación británica.
En el curso de 1926, Vickers construyó 26 aparatos, básicamente similares y denominados Vickers Type 121 o  Vickers-Wibault Scout, para los servicios aéreos chilenos.
El primer Type 121 construido por Vickers voló a finales de junio de 1926, pero se estrelló tras entrar en barrena invertida en su primer vuelo. Se descubrió que esto se debía a problemas con el centro de gravedad del avión, que se resolvieron modificando el plano de cola.

## Historia operacional
Los primeros Type 121 fueron entregados a Chile en noviembre de 1926, equipando parcialmente al Grupo Mixto de Aviación 1, y las entregas continuaron hasta octubre de 1927. Varios se perdieron en accidentes, y al menos uno perdió su ala en vuelo, pero permaneció en servicio cuando se formó la Fuerza Aérea de Chile a partir de los componentes aéreos del Ejército y la Armada de Chile, siendo finalmente retirado en 1934.

## Operadores
Chile
- Fuerza Aérea de Chile

## Especificaciones (Type 121)
Referencia datos: The British Fighter since 1912 

### Características generales
- Tripulación: Uno (piloto)
- Longitud: 7,1 m (23,2 ft)
- Envergadura: 11 m (36,1 ft)
- Altura: 3,5 m (11,5 ft)
- Superficie alar: 22 m² (236,8 ft²)
- Peso vacío: 871 kg (1919,7 lb)
- Peso cargado: 1347 kg (2968,8 lb)
- Planta motriz: 1× motor radial de 9 cilindros refrigerado por aire Bristol Jupiter VI.
  - Potencia: 339 kW (467 HP; 461 CV)

### Rendimiento
- Velocidad máxima operativa (Vno): 248 km/h (154 MPH; 134 kt) a nivel del mar; 232 km/h a 4600 m (15 000 pies)
- Alcance: 480 km (259 nmi; 298 mi)
- Techo de vuelo: 7000 m (22 966 ft)
- Régimen de ascenso: 6,6 m/s (1305 ft/min)
- Carga alar: 61,4 kg/m² (12,6 lb/ft²)
- Potencia/peso: 0,25 kW/kg
- Tiempo a altitud: 7 min 40 s para 3000 m (10 000 pies)

### Armamento
- Ametralladoras: 

  - 2x Vickers 7,7 mm fija frontal

## Aeronaves relacionadas

### Desarrollos relacionados
- Wibault 7

### Secuencias de designación
- Secuencia Numérica (interna de Vickers): ← 118 - 119 - 120 - 121 - 122 - 123 - 124 →